# نوبوهیده آکیبا
نوبوهیده آکیبا (انگلیسی: Nobuhide Akiba؛ زادهٔ ۱۰ آوریل ۱۹۸۵) بازیکن فوتبال اهل ژاپن است.